# Ljubija
Ljubija (srbskou cyrilicí Љубија) je obec v opčině Prijedor v Bosně a Hercegovině. V roce 1991 zde žilo 3 945 obyvatel, většinou Bosňáků. 

## Historie
Z původní vesnice se v druhé polovině 19. století vyvinula významná obec, především proto, že zde ještě na sklonku turecké nadvlády nad Bosnou byly otevřeny doly na železnou rudu. Byla sem také zavedena úzkorozchodná železnice. Po příchodu Rakousko-uherské správy zde byly vybudovány moderní správní budovy. Byly také vybudovány kasárny, které po roce 1918 sloužily k ubytování dělníků. 
Za druhé světové války byla obec součástí nezávislého státu Chorvatsko a docházelo zde k vyvražďování srbského obyvatelstva.
Po druhé světové válce došlo k rapidnímu rozšíření dolu v souladu s potřebami indutrializující se Jugoslávie. K původní obci bylo do údolí stejnojmenné říčky přibudováno sídliště bytových domů pro další dělníky. Doly v jeden čas zaměstnávaly až pět tisíc lidí. Obec patřila na počátku 60. let k nejbohatším v regionu.
Do roku 1963 byla Ljubija samostatnou obcí, poté byla připojena k nedalekému městu Prijedor, jehož součástí je dodnes. 
Ve dnech 24.–25. července 1992 napadly jednotky VRS spolu s místními ozbrojenci město a pobili několik desítek civilních obyvatel nesrbské (Bosňáci a Chorvati) národnosti. 
Po válce v nedaleké obci Donja Ljubija působil český kontingent IFOR a SFOR. Ekonomický útlum spojený s koncem konfliktu způsobil odliv počtu obyvatel až na 2 200, což je pád o více než 50 % z období po druhé světové válce. Zbývající obyvatelé jsou většinou bývalí zaměstnanci dolu, případně lidí, kteří do Ljubije uprchli za války.